# Lokálpatriotizmus
A lokálpatriotizmus (latin locus ’hely’ + patria ’haza’) a nyelvközösségi vagy nemzeti keretnél, azaz a hazánál kisebb egységhez, meghatározott földrajzi területhez (vidékhez, településhez, településrészhez) való erős kötődés, esetenként elfogult ragaszkodás. A lokálpatrióta nem csupán büszke szűkebb pátriájára és az általa képviselt szellemi és anyagi javakra, hanem a régi értékek megőrzését, az újabbak teremtését is igyekszik előmozdítani, és fontosságban a helyi sajátosságokat a nemzeti, regionális vagy globális értékek fölé helyezi.
Napjainkra a lokálpatriotizmus új jellemzővel gazdagodott: a globalizmus elleni küzdelem egyik megnyilvánulási formája.